# Banksia ser. Banksia
Banksia ser. Banksia es una de las nueve series de Banksia sect. Banksia. Se caracterizan por tener 8 especies con hojas lisas o dentadas.

## Especies
- Banksia aemula
- Banksia baxteri
- Banksia candolleana
- Banksia menziesii
- Banksia ornata
- Banksia sceptrum
- Banksia serrata
- Banksia speciosa